# 夏馥
夏馥（？—？），字子治，陳留郡圉縣（今河南省杞縣南）人。東漢八顧之一。

## 生平
夏馥年輕時是讀書人，言行質樸正直。同縣的高氏、蔡氏都是富豪，郡裡的人們畏懼他們而侍奉他們，夏馥雖然和他們比鄰卻不和他們來往，因此被豪紳們怨恨。漢桓帝初年，太尉趙戒舉薦夏馥察舉為直言，但夏馥拒絕出仕。
夏馥雖然沒有結交宦官，但因名聲大爲宦官所忌憚，於是與范滂、張儉等人都被宦官誣谄，朝廷下詔到州郡，要逮捕黨人。張儉在逃亡的路途上，凡事與他接觸的都被收捕拷訊。所牽連的人遍布天下。夏馥頓足歎息說：「罪孽是自己造成的，憑空牽連了良善之人，一人逃亡，萬家遭禍，為什麼還活著呢！」於是剃掉鬍鬚，改變容貌，跑到林慮山中，隱姓埋名，成為冶煉人家的家傭。天天受煙炭的熏烤，形貌毀瘁，經過兩三年，沒有人知道那人就是夏馥。
後來夏馥的弟弟夏靜，乘坐馬車，載著縑帛，追尋到涅陽市中。遇到夏馥但認不得，聽見夏馥說話的聲音，才認出夏馥，向夏馥跪拜。夏馥刻意不和他說話，夏靜緊緊跟隨夏馥到旅館，與夏馥同睡。晚上夏馥偷偷地告訴夏靜：「我因守正道又疾惡，被宦官誣陷。我還想苟且求全，以保住性命，弟弟你爲何載東西來找我呢！這是帶著禍害來找我啊！」天亮後便離去。黨禁還沒有解除夏馥就死了。。
郭泰、宗慈、巴肅、夏馥、范滂、尹勳、蔡衍、羊陟人稱“八顧”。顧，是指能以自身的道德品行爲受人擁護。

## 延伸阅读
[在维基数据编辑]
 《後漢書/卷67》，出自范晔《後漢書》